# Idiops
Idiops is een geslacht van spinnen uit de familie van de valdeurspinnen (Idiopidae). De wetenschappelijke naam van het geslacht werd in 1833 voorgesteld door Josef Anton Maximilian Perty.

## Onderliggende soorten
- Idiops angusticeps (Pocock, 1900)
- Idiops argus Simon, 1889
- Idiops arnoldi Hewitt, 1914
- Idiops aussereri Simon, 1877
- Idiops bombayensis Siliwal, Molur & Biswas, 2005
- Idiops bonapartei van Hasselt, 1888
- Idiops bonny Siliwal, Hippargi, Yadav & Kumar, 2020
- Idiops cambridgei Ausserer, 1875
- Idiops camelus (Mello-Leitão, 1937)
- Idiops carajas Fonseca-Ferreira, Zampaulo & Guadanucci, 2017
- Idiops castaneus Hewitt, 1913
- Idiops clarus (Mello-Leitão, 1946)
- Idiops crassus Simon, 1884
- Idiops crudeni (Hewitt, 1914)
- Idiops curvicalcar Roewer, 1953
- Idiops curvipes (Thorell, 1899)
- Idiops damarensis Hewitt, 1934
- Idiops designatus O. Pickard-Cambridge, 1885
- Idiops dilatatus Gomes, dos Santos, Almeida, Cipola & de Morais, 2024
- Idiops duocordibus Fonseca-Ferreira, Guadanucci & Brescovit, 2021
- Idiops fageli Roewer, 1953
- Idiops flaveolus (Pocock, 1901)
- Idiops fossor (Pocock, 1900)
- Idiops fryi (Purcell, 1903)
- Idiops fuscus Perty, 1833
- Idiops gerhardti Hewitt, 1913
- Idiops germaini Simon, 1892
- Idiops gracilipes (Hewitt, 1919)
- Idiops grandis (Hewitt, 1915)
- Idiops gunningi Hewitt, 1913
- Idiops guri Fonseca-Ferreira, Guadanucci & Brescovit, 2021
- Idiops hamiltoni (Pocock, 1902)
- Idiops harti (Pocock, 1893)
- Idiops hepburni (Hewitt, 1919)
- Idiops hirsutipedis Mello-Leitão, 1941
- Idiops hirsutus (Hewitt, 1919)
- Idiops joida Gupta, Das & Siliwal, 2013
- Idiops kaasensis Mirza, Vaze & Sanap, 2012
- Idiops kanonganus Roewer, 1953
- Idiops kaperonis Roewer, 1953
- Idiops kazibius Roewer, 1953
- Idiops kentanicus (Purcell, 1903)
- Idiops lusingius Roewer, 1953
- Idiops madrasensis (Tikader, 1977)
- Idiops mafae Lawrence, 1927
- Idiops meadei O. Pickard-Cambridge, 1870
- Idiops medini Pratihar & Das, 2020
- Idiops mettupalayam Ganeshkumar & Siliwal, 2013
- Idiops microps (Hewitt, 1913)
- Idiops minguito Ferretti, 2017
- Idiops mocambo Fonseca-Ferreira, Guadanucci & Brescovit, 2021
- Idiops monticola (Hewitt, 1916)
- Idiops monticoloides (Hewitt, 1919)
- Idiops mossambicus (Hewitt, 1919)
- Idiops munois Roewer, 1953
- Idiops neglectus L. Koch, 1875
- Idiops nigropilosus (Hewitt, 1919)
- Idiops nilagiri Das & Diksha, 2019
- Idiops nilopolensis Mello-Leitão, 1923
- Idiops ochreolus (Pocock, 1902)
- Idiops opifex (Simon, 1889)
- Idiops oriya Siliwal, 2013
- Idiops palapyi Tucker, 1917
- Idiops pallidipes Purcell, 1908
- Idiops parvus Hewitt, 1915
- Idiops petiti (Guérin, 1838)
- Idiops piluso Ferretti, Nime & Mattoni, 2017
- Idiops pirassununguensis Fukami & Lucas, 2005
- Idiops prescotti Schenkel, 1937
- Idiops pretoriae (Pocock, 1898)
- Idiops pulcher Hewitt, 1914
- Idiops pulloides Hewitt, 1919
- Idiops pullus Tucker, 1917
- Idiops pungwensis Purcell, 1904
- Idiops pylorus Schwendinger, 1991
- Idiops rastratus (O. Pickard-Cambridge, 1889)
- Idiops reshma Siliwal, Hippargi, Yadav & Kumar, 2020
- Idiops robustus (Pocock, 1898)
- Idiops rohdei Karsch, 1886
- Idiops royi Roewer, 1961
- Idiops rubrolimbatus Mirza & Sanap, 2012
- Idiops sally Siliwal, Hippargi, Yadav & Kumar, 2020
- Idiops schenkeli Lessert, 1938
- Idiops sertania Fonseca-Ferreira, Guadanucci & Brescovit, 2021
- Idiops siolii (Bücherl, 1953)
- Idiops straeleni Roewer, 1953
- Idiops striatipes Purcell, 1908
- Idiops sylvestris (Hewitt, 1925)
- Idiops thorelli O. Pickard-Cambridge, 1870
- Idiops tolengo Ferretti, 2017
- Idiops upembensis Roewer, 1953
- Idiops vandami (Hewitt, 1925)
- Idiops vankhede Siliwal, Hippargi, Yadav & Kumar, 2020
- Idiops versicolor (Purcell, 1903)
- Idiops wittei Roewer, 1953
- Idiops yemenensis Simon, 1890